# アタラ郡 (ミシシッピ州)
アタラ郡（英: Attala County、[ˈætələ]）は、アメリカ合衆国ミシシッピ州の中央部に位置する郡である。2010年国勢調査での人口は19,564人であり、2000年の19,661人から0.5%減少した。郡庁所在地はコジアスコー市（英: Kosciusko、[ˈkɒziˈʌskoʊ]、人口16,264人）であり、同郡で人口最大の都市でもある。郡名はフランソワ＝ルネ・ド・シャトーブリアンが著した19世紀初期の小説『アタラ』に登場したインディアンのヒロインから採られた。
南北戦争の歴史家ジョン・D・ウィンターズが1917年にアタラ郡で生まれた。

## 地理
アメリカ合衆国国勢調査局に拠れば、郡域全面積は737.10平方マイル (1,909.1 km2)であり、このうち陸地735.13平方マイル (1,904.0 km2)、水域は1.97平方マイル (5.1 km2)で水域率は0.27%である。

### 主要高規格道路
- ミシシッピ州道12号線
- ミシシッピ州道14号線
- ミシシッピ州道19号線
- ミシシッピ州道35号線
- ミシシッピ州道43号線
- ナチェズ・トレイス・パークウェイ

### 隣接する郡
- モンゴメリー郡 - 北
- チョクトー郡 - 北東
- ウィンストン郡 - 東
- リーク郡 - 南
- マディソン郡 - 南西
- ホームズ郡 - 西
- キャロル郡 - 北西

### 国立保護地域
- ナチェズ・トレイス・パークウェイ（部分）

## 人口動態
以下は2000年の国勢調査による人口統計データである。
| 基礎データ - 人口: 19,661人 - 世帯数: 7,567 世帯 - 家族数: 5,380 家族 - 人口密度: 10人/km2（27人/mi2） - 住居数: 8,639軒 - 住居密度: 5軒/km2（12軒/mi2） 人種別人口構成 - 白人: 58.34% - アフリカン・アメリカン: 40.00% - ネイティブ・アメリカン: 0.17% - アジア人: 0.27% - その他の人種: 0.65% - 混血: 0.57% - ヒスパニック・ラテン系: 1.42% | 年齢別人口構成 - 18歳未満: 25.9% - 18-24歳: 9.2% - 25-44歳: 25.2% - 45-64歳: 22.4% - 65歳以上: 17.3% - 年齢の中央値: 37歳 - 性比（女性100人あたり男性の人口） - 総人口: 91.5 - 18歳以上: 86.7 世帯と家族（対世帯数） - 18歳未満の子供がいる: 32.1% - 結婚・同居している夫婦: 50.3% - 未婚・離婚・死別女性が世帯主: 16.7% - 非家族世帯: 28.9% - 単身世帯: 26.4% - 65歳以上の老人1人暮らし: 14.5% - 平均構成人数 - 世帯: 2.55人 - 家族: 3.07人 | 収入と家計 - 収入の中央値 - 世帯: 24,794米ドル - 家族: 30,796米ドル - 性別 - 男性: 26,180米ドル - 女性: 17,394米ドル - 人口1人あたり収入: 13,782米ドル - 貧困線以下 - 対人口: 21.8% - 対家族数: 18.3% - 18歳未満: 28.6% - 65歳以上: 21.4% |

## 都市と町

### 都市
- コジアスコー - 郡庁所在地

### 町
- エセル
- マックール
- サリス

### 未編入の町
- マクアダムズ
- ウィリアムズビル
- ザマ